# A Morning Bath
Pour plus de détails, voir Fiche technique et Distribution.
A Morning Bath est un film américain muet et en noir et blanc réalisé par James H. White et sorti en 1896.

## Synopsis
Le film montre une femme donnant le bain à un bébé dans une bassine. Le film est présenté dans le catalogue Edison avec le commentaire suivant: « Mammy is washing her little pickaninny ».

## Fiche technique
- Réalisation : James H. White
- Production : Edison Studios
- Date de sortie : 1896